# Crow Museum of Asian Art

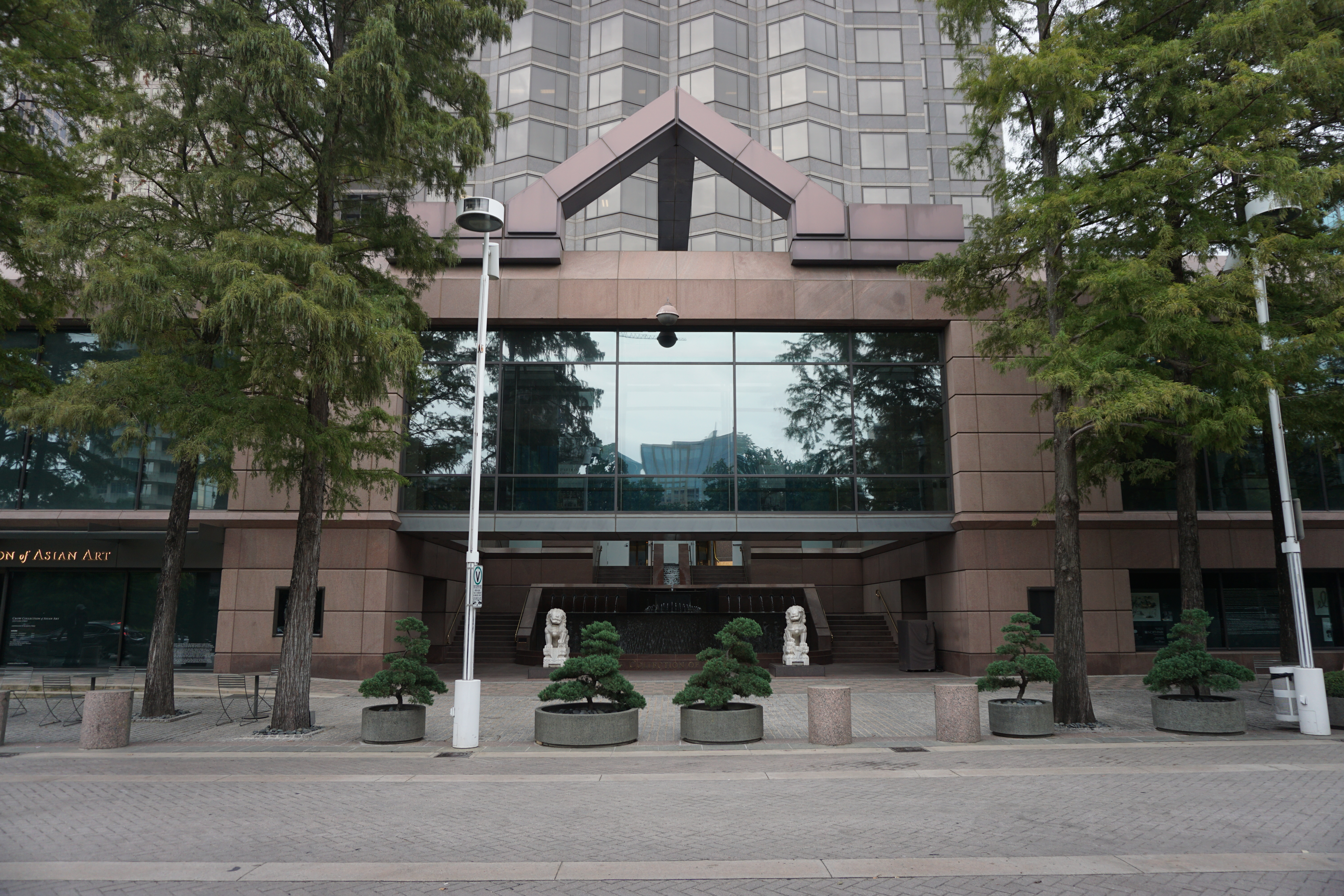
Crow Museum of Asian Art (2017)

Das Crow Museum of Asian Art ist ein Kunstmuseum in Dallas, Texas. Es beherbergt mehr als 4.000 Werke asiatischer Kunst.

## Geschichte
Das Museum wurde als Crow Collection of Asian Art gegründet. Es basiert auf der Privatsammlung des Immobilienmaklers Trammell Crow (1914–2009) und seiner Frau Margeret Crow (1919–2014), die seit Mitte der 1960er Jahre Kunst sammelten. In ihrem Besitz befanden sich mehr als 600 Werke aus China, Japan, Indien, Korea und Südostasien.
Die Crow Collection of Asian Art wurde am 5. Dezember 1998 eröffnet. Seit 2018 wurde das Museum renoviert und erweitert, es umfasst nun eine weitere Galerie und einen neuen Laden. Im Zuge der Renovierungsarbeiten wurde das Museum in Crow Museum of Asian Art umbenannt.
2019 wurde das Museum an die University of Texas at Dallas geschenkt. Dabei wurde ein zweiter Standort auf dem Campus der Universität eröffnet.

Durch Schenkungen und Ankäufe konnte die Sammlung der Institution erweitert werden. 2010 erhielt das Museum durch den Erwerb der Kunstsammlung von Jerry Lee Musslewhite (1937–2009) historische koreanische Kunst.

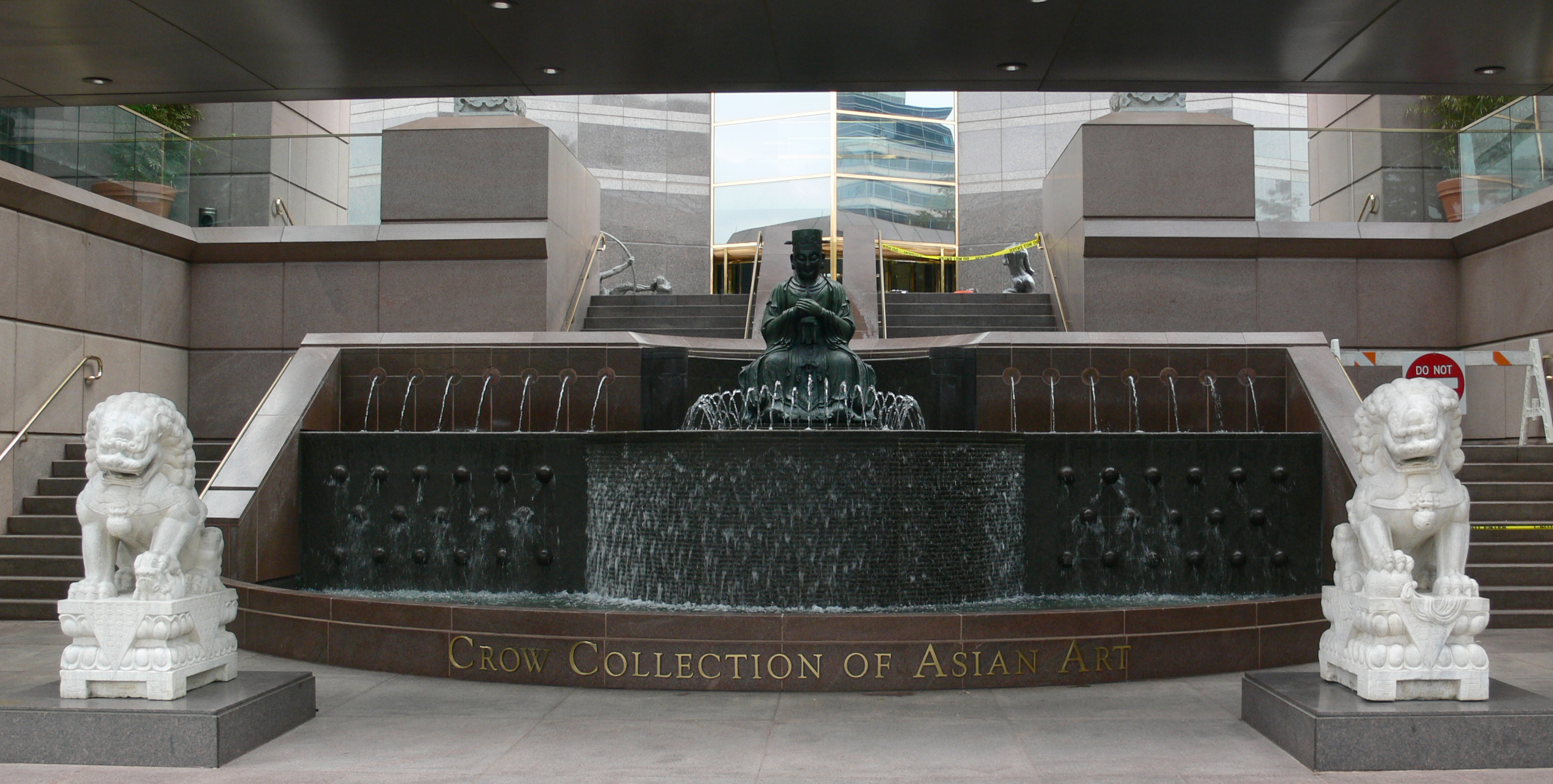
Brunnen im Eingangsbereich

## Sammlung
Die ständige Sammlung des Museums umfasst künstlerische Werke von über 6.000 Jahren Kunst und Kultur aus ganz Asien, einschließlich Kambodscha, China, Indien, Indonesien, Japan, Korea, Myanmar, Nepal, Thailand, Tibet und Vietnam. Ein besonderer Schwerpunkt liegt auf der chinesischen Kunst, insbesondere der chinesischen Jade. Die Jade-Sammlung umfasst mehr als 450 Werke von der Jungsteinzeit bis zum frühen 20. Jahrhundert, darunter gibt es Stücke aus den Ming- und Qing-Dynastien sowie aus den kaiserlichen Werkstätten des Qianlong-Kaisers.
In der Galerie I, die sich im ersten Stock befindet, wird japanische Kunst ausgestellt. Die Galerie II befindet sich im zweiten Stock und präsentiert chinesische Artefakte, darunter die Jade-Sammlung. Die meisten Stücke stammen aus dem 18. Jahrhundert, als die traditionelle chinesische Jadeindustrie ihren Höhepunkt erreichte.
Die Skybridge, eine von Stahlträgern getragene Glaskonstruktion, die Galerie II mit Galerie III verbindet, bietet einen Blick auf das Nasher Sculpture Center und das Trammell Crow Center. Galerie III zeigt Kunstwerke aus Südostasien und Indien.
In der Samurai-Galerie wird eine komplette Rüstung präsentiert, die als eine der schönsten ihrer Art in der Welt gilt. Die Bibliothek umfasst mehr als 12.000 Bücher, Kataloge und Zeitschriften.
Neben der ständigen Sammlung zeigt das Museum wechselnden Ausstellungen zu Künstlern und Kulturen Asiens.

## Architektur

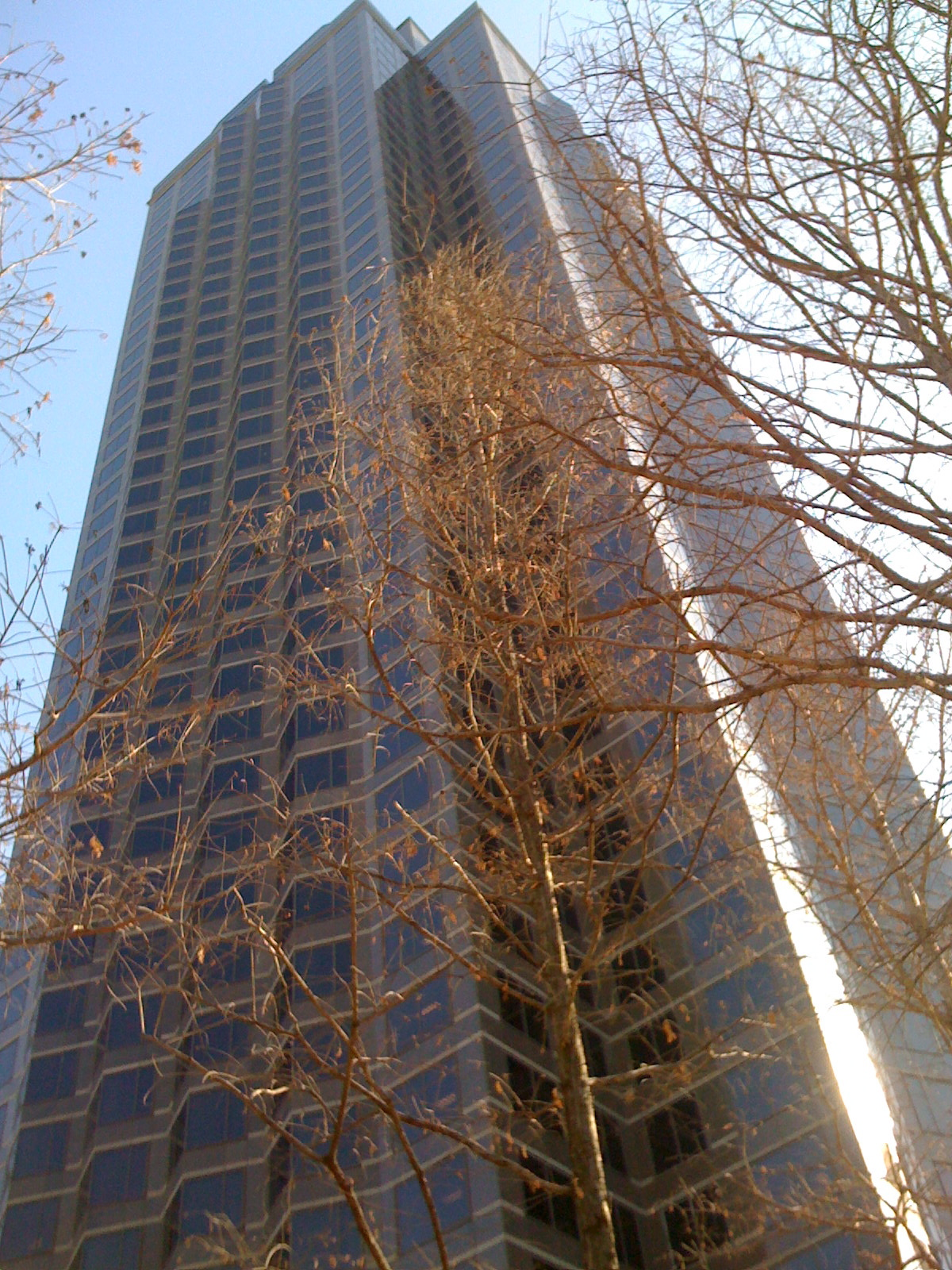
Das Trammell Crow Center

Das Gebäude des Kunstmuseums befindet sich im Arts District von Dallas, im Trammell Crow Center, das 1984 von dem amerikanischen Architekturbüro Skidmore, Owings & Merrill entworfen wurde.
Zu dem Museum gehört ein Skulpturengarten.

## Leitung
- seit 2002: Amy Lewis Hofland